# Burni Bandara
Burni Bandara är ett berg i Indonesien.   Det ligger i provinsen Aceh, i den västra delen av landet, 1 600 km nordväst om huvudstaden Jakarta. Toppen på Burni Bandara är 1 091 meter över havet, eller 145 meter över den omgivande terrängen. Bredden vid basen är 2,7 km.
Terrängen runt Burni Bandara är varierad.Runt Burni Bandara är det ganska glesbefolkat, med 26 invånare per kvadratkilometer. I omgivningarna runt Burni Bandara växer i huvudsak städsegrön lövskog.